# Earth 2160
Earth 2160 — відеогра, стратегія в реальному часі від польської компанії Reality Pump Studios. Продовжує серію ігор Earth 21xx, у якій також були випущені Earth 2140 (1997) і Earth 2150 (2000).
Сюжет продовжує події гри Earth 2150, після загибелі Землі різні людські фракції взялися за колонізацію Марса і супутників планет-гігантів. Але скоро між ними знову виникають суперечності, які ускладнюються появою невідомих агресивних істот.

## Ігровий процес

База і війська СЦШ

### Основи
Earth 2160 розвиває основи ігрового процесу Earth 2150. Гравець керує військовою базою, де збирає ресурси, зводить споруди і створює армії з різних родів військ, щоб знищити противника чи виконати інше поставлене завдання. Кожна з протиборчих фракцій має унікальну схему побудови бази та військову спеціалізацію. Ігрова економіка заснована на трьох ресурсах: воді, металі та кремнії. При цьому кожна фракція має свій набір необхідних ресурсів з числа цих трьох. Родовища ресурсів розкидані по місцевості у вигляді мінеральних покладів. Також діяльність бази вимагає енергії, що виробляється електростанціями.
У грі застосовується розширене, порівняно з Earth 2150, модульне будівництво, в якому юніти створюються за допомогою широкого асортименту базових частин. Так, при створенні військової техніки до шасі приєднуються двигун, броня, зброя і додаткові деталі. Проєктуючи різні моделі, гравець підбирає необхідну тактику. Проводячи дослідження, він вивчає нові частини техніки та їх вдосконалення. У цій грі дослідження поділяються на основні та другорядні, котрі пропонують посилення чи спеціалізацію основних. Війська вимагають боєприпасів, запас яких обмежений та мусить поповнюватися з бази. В боях війська набирають досвід, що збільшує їхні характеристики. Їм можливо задавати різну поведінку, режими ведення вогню, а піхотинцям також положення: стояти чи повзти.
Система «агентів» дозволяє наймати помічників зі специфічними здібностями. Деякі агенти допомагають в наукових дослідженнях, інші — в розвідці, зборі ресурсів тощо. Earth 2160 використовує алгоритми вивчення помилок гравця і подальшого застосування цієї інформації.
Персонажі кампаній можуть мати власні озброєння, броню, предмети, що дають якісь здібності чи змінюють характеристики. Вони також накопичують досвід, що збільшує здоров'я та силу.

### Фракції

#### Сполучені Цивілізовані Штати (СЦШ)
На Землі СЦШ займали Північну Америку, Західну Європу та Північну Африку та були могутньою технологічно розвиненою державою. Корабель СЦШ «Фенікс» з сотнями тисяч колоністів на борту врятувався при загибелі Землі, але з неясних причин зник під час польоту до Марса. Пізніше з'ясовується, що командир «Фенікса», штучний інтелект, тримав корабель на орбіті Марса, плануючи колонізувати планету, коли сили ЄД і МК знищать одні одних.
Війська СЦШ роботизовані, тому невразливі до психічної, хімічної зброї, але також не здатні набирати досвід. Натомість фракція володіє рентгенівською зброєю, ефективною проти органічних ворогів. Боєприпаси доставляються бійцям спеціальними дронами підтримки, які втім порівняно вразливі. База складається з низки ключових будівель, що закладаються будівельними дронами, а потім добудовуються автоматично. Вони доповнюються модулями на розсуд гравця, розширюючи свої можливості. Діяльність бази вимагає електроенергії, яка передається в обмеженому радіусі навколо електростанцій. СЦШ споживають метал і кремній. Ресурси добуваються збирачами, що потім доставляють їх до очисників.

#### Євразійська Династія (ЄД)
Династія займала території Азії та Східної Європи, володіючи найбільшим населенням. Після евакуації з Землі на величезному флоті ЄД залишається найчисельнішою і зберігає жорсткий авторитарний лад.
Технології ЄД відрізняються грубістю, але високою ефективністю. Фракція має потужну наземну техніки та різноманітні оборонні споруди, але слабку піхоту. Більшість бойової техніки є значним розвитком техніки XX століття, але застосовуються і кіборгізація, клонування тощо. Бази ЄД складаються з модуля, що десантується у вказане місце і добудовується потрібними спорудами впритул до нього. Електропостачання відбувається в межах сполучених між собою споруд. Особливістю баз є необхідність побудови шлюзів-виходів, крізь які випускаються назовні війська. Постачання боєприпасів відбувається в будь-яку точку карти у капсулах, які неможливо збити, але які летять зі складу порівняно довго. Ця фракція споживає метал і воду, які добуває спеціальними збирачами, котрі автоматично телепортують ресурси на базу.

#### Місячна Корпорація (МК)
Найменша фракція людей, що налічує 200 тисяч осіб. Заснована колоністами, що переселилися на Місяць і були покинуті під час енергетичної кризи на Землі. У цій фракції домінують жінки внаслідок епідемії, котра вбила більшість чоловіків. Натомість вцілілі чоловіки отримали надлюдські здібності (імунітет до отрут, висока витривалість тощо). Через енергетичну кризу на Землі постачання баз на Місяці припинилося і МК розробила власні технології, що набагато перевершували Земні.
МК володіє дуже потужною технікою, але слабкими піхотою, авіацією та оборонними спорудами. Багато військ не потребують боєприпасів, оскільки озброєні енергетичною зброєю. Також в розпорядженні МК є зброя для впливу на психіку ворожих піхотинців та захоплення контролю над роботами. База складається з веж, кожна з яких може налічувати 5 модулів, котрі встановлюються один на одного. Модулі десантуються із космосу і при посадці дуже вразливі. Якщо вежу атаковано, то першими зруйнуються найменш міцні модулі. Якщо це нижні модулі, то верхні просто опустяться на їх місце. МК споживає воду і кремній. Ресурси добуваються автоматично універсальними збірниками, що здатні розробляти одночасно кілька близьких родовищ.

#### Морфіди
Ці істоти були ув'язнені під поверхнею таємно колонізованої планети Едем довгий час, поки їх не розбудили дослідники МК. Після цього вони поширилися багатьма планетами, досягнувши врешті Сонячної системи.
Всі споруди і війська морфідів органічні, але при цьому невразливі до психічної зброї. У них немає звичних баз, натомість базові юніти, поглинаючи воду, можуть клонуватися, або розвинутися в бійців чи споруди. В свою чергу бійці здатні еволюціонувати в нові форми. Авіація при цьому вимагає для створення поглинання металу і кремнію. Морфідам недоступне модульне будівництво та дослідження, що компенсується більшою, ніж в інших фракції, кількістю готових моделей військ.

## Сюжет
Внаслідок ядерних вибухів під час Третьої світової війни в 2140 році орбіта Землі змінилася і планета почала падати на Сонце. Через десять років, у 2150, трьом фракціям людства вдалося спорядити на колонізацію Марса кораблі з тисячами переселенців. Євразійська Династія виявила, що на планеті вже є колонії Місячної Корпорації, тоді як корабель Сполучених Цивілізованих Штатів зник за загадкових обставин. Десять років тривав терраформінг Марса і колоністи жили у мирі, але суперечності між фракціями загрожують новою війною. В цей час діє угрупування Едемітів, які проповідують, що існує ще одна планета, подібна на Землю.

### Кампанія Євразійської Династії
Кораблі ЄД готуються до висадки на Марс. Коли майор Майкл Фолкнер вирушає на розвідку, його човник збивають невідомі. Він збирає вцілілих і розуміє, що територія вже зайнята МК. Майкл прямує до оази, де облаштовує базу. Поряд знаходиться аванпост МК, генерал Таггарт віддає Фолкнер наказ захопити його.
За якийсь час Фолкнер зводить для ЄД секретну базу на Ганімеді і рятує гірничодобувний комплекс, який виявляється наповненим невідомими істотами. Єдиним вцілілим там лишився професор Ван Трофф, якого майор вивозить з комплексу. Фолкнеру доручають вирушити на Титан, де розміщена в'язниця ЄД, і забрати вченого Лю Хана. Виявляється, що вчений володіє відеозаписом планети земного типу Едем. В цей час в рядах ЄД піднімається повстання, яке майору доводиться приборкувати.
Тим часом розвідники ЄД виявляють в космосі браму невідомого походження, якою цікавляться і МК. Для убезпечення брами професор Ван Трофф створює потужну зброю, яка збиває кораблі противника. Паралельно Фолкнер прибуває на Марс, де з'явилися ворожі істоти морфіди. Таггарт оголошує в зв'язку з їх вторгненням триденне перемир'я з МК. Але скоро полковник Ріффкін наказує Фолкнеру викрасти в МК реліквію, що той відмовляється виконувати, говорячи, що підкорюється тільки генералові Таггарту. Ріффкін вбиває Таггарта, а Фолкнера відправляє на завідомо самовбивче завдання, проте той все ж виживає і здійснює помсту Ріффкіну. Полковник розповідає про його інтриги та запроторює до в'язниці на Титані.

### Кампанія Місячної Корпорації
Спецпризначинець Арія отримує завдання дослідити зонд «Вояджер», запущений ще до Третьої світової війни, який повернувся до Сонячної системи, але впав на Ганімеді. На ньому знаходиться інформація про планету земного типу Едем. Арію посилають розслідувати справу зі знахідкою якогось артефакту на астероїді під час гірничих робіт, в чому їй допомагає професор Себастьян. Цим артефактом виявляється карта з координатами багатьох планет всесвіту.
Арія отримує таємне послання від Урурка, асистента Ван Троффа, прибути на базу «Венера» (на Марсі). Там проводилися експерименти з морфідами, привезеними звідкись одним з вантажних кораблів, але які вийшли з-під контролю. Ван Трофф розповідає, що перейшов на їхній бік, пересвідчившись у могутності прибульців, та сам набуває вигляду іншопланетянина. В цей час прибуває Фолкнер з пропозицією перемир'я. Та ситуація на планеті ускладнюється присутністю морфідів та інтригами членів ЄД.
Втікши з Марса на захопленому кораблі, Арія знаходить в космосі орбітальний комплекс, який бере під контроль, поки на нього не повернувся екіпаж. З часом вона знайомиться з едемітом, який говорить, що найбільше про Едем знає Лю Хан. Визволивши його на Титані, Арія звільняє і Фолкнера.
Разом вони з'ясовують, що брамі мільйони років і вона сполучається з іншими брамами, розкиданими по всьому всесвіту. ЄД вже посилали крізь них експедиції, але ті потрапили в невідомі місця, оскільки ЄД не мали правильних координатів. Ці координати вказує знайдена раніше карта. Едеміт зауважує нерівність суспільств всіх людських фракцій, де прості люди перебувають в рабському становищі, і тільки на Едемі можливо буде жити по-новому. Однак, доступ до брами обмежений оборонними спорудами на Іо, які можуть обійти лише роботи СЦШ. Проблема полягає в тому, що корабель СЦШ зник на шляху до Марса.
Хан згадує про піратів, які звідкись взяли велику партію роботів. Ті дають координати виявленого ними корабля «Фенікс».

### Кампанія Сполучених Цивілізованих Штатів
Сплячий «Фенікс» вдається розшукати і реактивувати. З'ясовується, що його капітан-комп'ютер вирішив не пробуджувати пасажирів з анабіозу, оскільки в Сонячній системі тривала війна, а почекати коли ЄД і МК знищать одні одних. Капітан переконується в існуванні планети Едем і вирішує допомогти лояльним МК та ЄД відшукати заповітну планету. Корабель стає штабом повстанців проти несправедливості керівництва всіх людських фракцій.
З допомогою роботів охорона брами долається. «Фенікс» входить до брами та прибуває в систему з трьома планетами. Однак, корабель потрапляє не в те місце, де розташований Едем, оскільки підпросторовий тунель, яким він летів, перекритий якоюсь установкою. Екіпаж вирушає шукати установку і вловлює сигнал про допомогу від невідомої групи людей. Це виявляються втікачі з Землі, що завдяки телепорту іншопланетян врятувалися з планети, коли евакуаційні кораблі відлетіли. Після низки сутичок переселенці ідуть на співпрацю з «Феніксом». Вони показують руїни, де Лю Хан добуває відомості про Зодчих — творців брам, та координати, які потрібно задати на брамі цієї системи, щоб потрапити на Едем.
«Фенікс» прибуває до Едему, який дійсно схожий на Землю, але там вже є база МК. Арія з Фолкнером беруться розгадати звідки вона там взялася і стикаються з морфідами. Лідер колоністів Едему розповідає про таємну програму заселення та додає, що під поверхнею планети було знайдено інкубатори, залишені Зодчими. Вдалося вивести кілька сотень особин морфідів, призначених для бою, які вийшли з-під контролю і на вантажному кораблі потрапили в Сонячну систему.
Капітан «Фенікса» виводить колоністів з анабіозу та починає заселення Едему. Арія з Фолкнером атакують сили морфідів на планеті, сподіваючись покінчити з ними раз і назавжди. Командиром іншопланетян виявляється Ван Трофф, який захопив контроль над ними. Він долає війська людей і розкриває свої плани — правлячи морфідами, підкорити весь всесвіт.

### Кампанія морфідів
Морфіди на чолі з Ван Троффом викрадають Фолкнера і силоміць перетворюють його на командувача власної армії. Фолкнер воює з колоністами на різних планетах, опановуючи керування морфідами. Коли він повертається на Едем, йому доводиться битися з Арією. Здобувши перемогу, він прибуває крізь браму на Марс.
Ван Трофф дізнається, що всі люди об'єднуються в альянс проти нього під проводом Арсії, і посилає Фолкнера захопити її. Проте альянс вдається укласти, всі три фракції людей прибувають на Едем знищити Ван Троффа. Подібно до Фолкнера, на іншопланетянина перетворюється і Ріффкін, який виступає ще одним командиром. В ході битви Фолкнер пересилює контроль Ван Троффа, коли той наказує вбивати неозброєних людей, і обертає свою армію проти нього. Об'єднані сили перемагають морфідів, Ріффкіна і врешті самого Ван Троффа.
Минає якийсь час, Фолкнер з Арією обговорюють мир між людьми, який нарешті настав перед обличчям спільної загрози. Вони роздумують хто створив морфідів. В цей момент брама відкривається, а з іншого боку прибуває щось невідоме.

## Оцінки й відгуки
Earth 2160 зібрала на агрегаторі Metacritic середню оцінку в 73 бали зі 100.
IGN дали грі 7,9 бала з 10, відзначивши відмінну на свій час графіку та вміле застосування рис класичних RTS, при цьому з оригінальними, суттєво різними протиборчими фракціями. В той же час зазнало критики озвучування персонажів та юнітів і повільний темп кампанії, в якій особливості фракцій слабо реалізовано.
GameSpot оцінили гру в 7,3 бала з 10, схвально відгукнулися про графіку, можливість конструювання власних юнітів, і багатокристувацькі сутички й сутички проти комп'ютера. Проте діалоги та їх озвучування було охарактеризовано як низькоякісні. Також недоліками визначалися затягнуті місії в кампанії та їх фальшива складність.